# Jauréguiberry (1891)
Jauréguiberry byl predreadnought francouzského námořnictva. Byl třetím ze skupiny pěti příbuzných bitevních lodí tvořené plavidly Charles Martel, Carnot, Jauréguiberry, Masséna a Bouvet. Ve službě byl v letech 1897–1920. Ve službě byla ještě na počátku první světové války.

## Stavba

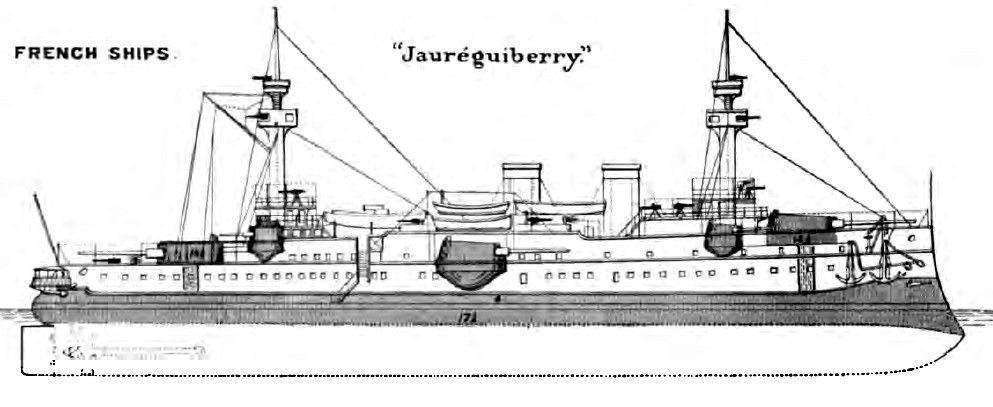
Základní uspořádání plavidla

Plavidlo postavila francouzská loděnice Forges et Chantiers de la Méditerranée v La Seyne. Stavba byla zahájena v listopadu 1891, na vodu byla loď spuštěna v listopadu 1893 a do služby byla přijata v únoru 1897.

## Konstrukce

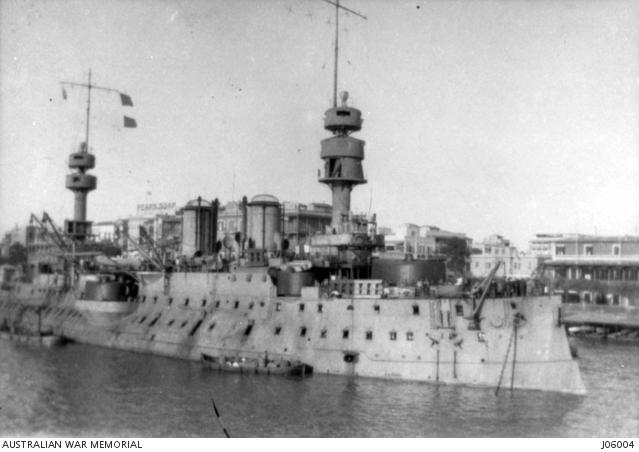
Jauréguiberry

Hlavní výzbroj byla smíšená, tvořená dvěma 305mm kanóny v jednodělových věžích na přídi a na zádi, které doplňovaly dva 274mm kanóny v jednodělových věžích na bocích trupu. Sekundární výzbroj představovalo osm 139mm kanónů umístěných ve dvoudělových věžích na bocích trupu. Lehkou výzbroj představovaly čtyři 65mm kanóny, dvanáct 47mm kanónů a osm pětihlavňových 37mm kanónů. Výzbroj doplňovaly čtyři 450mm torpédomety. Část lehké výzbroje byla umístěna na dvou bojových stěžních. Příď trupu byla opatřena klounem. Pohonný systém tvořilo 24 kotlů a tři parní stroje s trojnásobnou expanzí o výkonu 14 400 hp, které poháněly tři lodní šrouby. Nejvyšší rychlost dosahovala 17,7 uzlu. Dosah byl 4500 námořních mil při 10 uzlech.